# Dopolavoro Aziendale Ilva
Il Dopolavoro Aziendale Ilva, noto anche come Ilva Savona, è stata una squadra di calcio italiana con sede a Savona. Il club ha disputato nella sua storia un campionato di Serie C.

## Storia
Il club venne fondato nel 1932 come società dopolavoristica dell'Ilva di Savona. Venne iscritto al campionato ULIC savonese, raggiungendo nella stagione d'esordio la finale regionale di Seconda Categoria, persa 2-0 contro il "Bar Cazzola" di Sampierdarena.
Nel 1933 il club viene iscritto nella Terza Divisione 1933-1934, ottenendo il 3º posto nel girone B della Liguria. La stagione seguente sale di categoria, ottenendo il 3º posto nel girone unico ligure della Seconda Divisione 1934-1935, mentre la seconda squadra vince la Seconda Categoria dell'ULIC savonese.
La stagione successiva raggiunge il 9º posto del girone unico della Prima Divisione ligure, mentre la seconda squadra vince il titolo regionale della Sezione Propaganda imponendosi per 6-1 contro il Grifone Ausonia.
Nella stagione seguente l'Ilva si afferma come campione ligure della Seconda Divisione e la seconda squadra del club vince il campionato della zona savonese della Sezione Propaganda. L'anno dopo ottiene il quinto posto nel girone B della Prima Divisione e la seconda squadra si impone nuovamente nel campionato savonese della Sezione Propaganda.
Nel 1940 ottiene la promozione in Serie C. Nell'unico torneo di C disputato, il club guidato da Dante Valentino ottenne il decimo posto nel girone D, ma retrocesse ugualmente nella quarta serie per la rinuncia all'iscrizione al campionato seguente.
L'Ilva Savona disputò ancora due campionati in Prima Divisione.